# São João de Rio

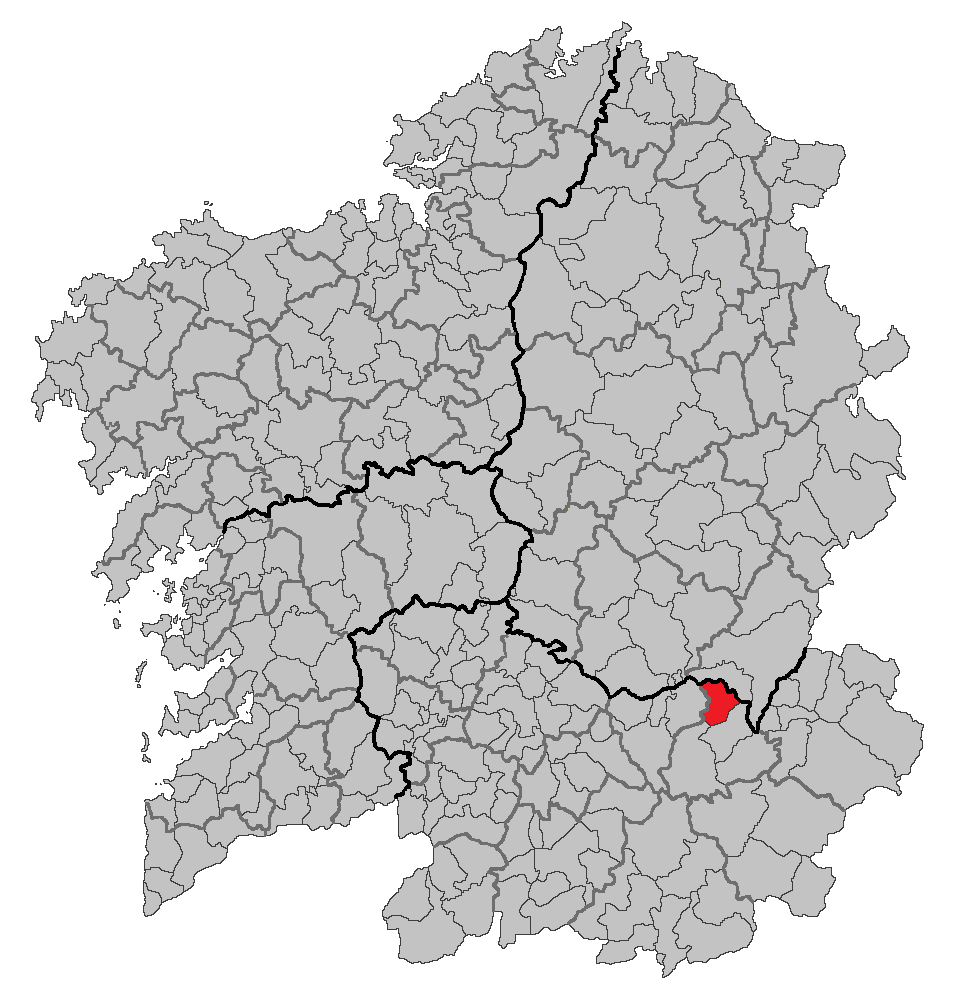
Localização de San Xoán de Río na Galiza.

São João de Rio (San Xoán de Río; em espanhol, Río) é um município da Espanha na província 
de Ourense, 
comunidade autónoma da Galiza, de área 61,14 km² com 
população de 811 habitantes (2007) e densidade populacional de 14,11 hab/km².

## Demografia
| Variação demográfica do município entre 1991 e 2004 | Variação demográfica do município entre 1991 e 2004 | Variação demográfica do município entre 1991 e 2004 | Variação demográfica do município entre 1991 e 2004 |
| --------------------------------------------------- | --------------------------------------------------- | --------------------------------------------------- | --------------------------------------------------- |
| 1991                                                | 1996                                                | 2001                                                | 2004                                                |
| 1363                                                | 1137                                                | 932                                                 | 864                                                 |